# Station Laplace
Laplace is een station in de Franse gemeente Arcueil en in het département van Val-de-Marne.

## Geschiedenis
Het station is op 1 juni 1846 geopend. Op 18 januari 1938 werd het onderdeel van de Parijse Ligne de Sceux. In 1977 werd Laplace een station van het RER-netwerk

## Het station
Laplace ligt aan RER B en telt drie sporen en twee perrons. Voor Carte Orange gebruikers ligt het in zone 2.

## Overstapmogelijkheid
Er is een overstap mogelijk tussen de RER en vijf buslijnen van het Parijse vervoersbedrijf RATP en één lijn van het nachtnet Noctilien in de Franse hoofdstad.

## Fotogalerij

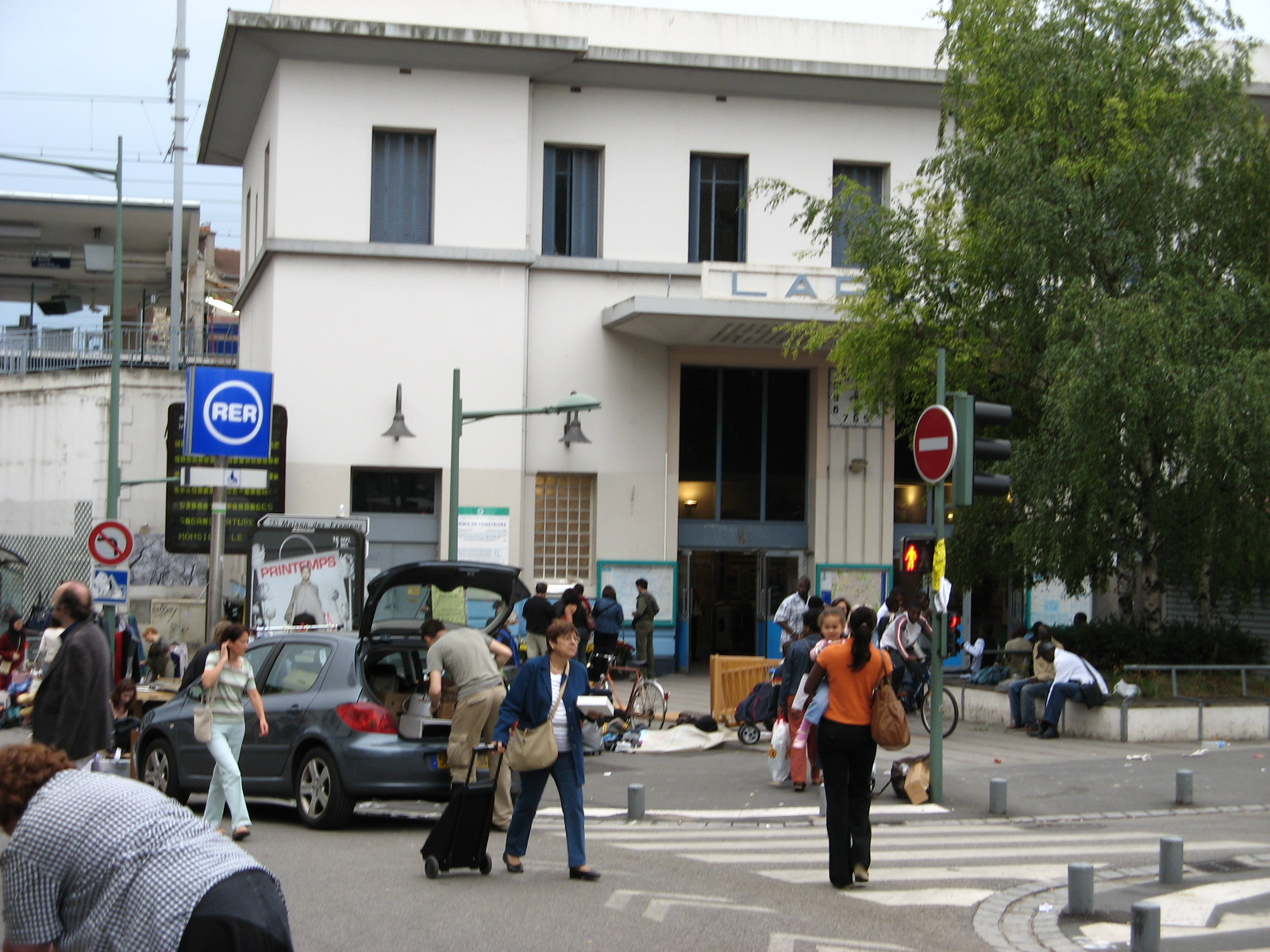
Station Laplace vanaf de voorzijde
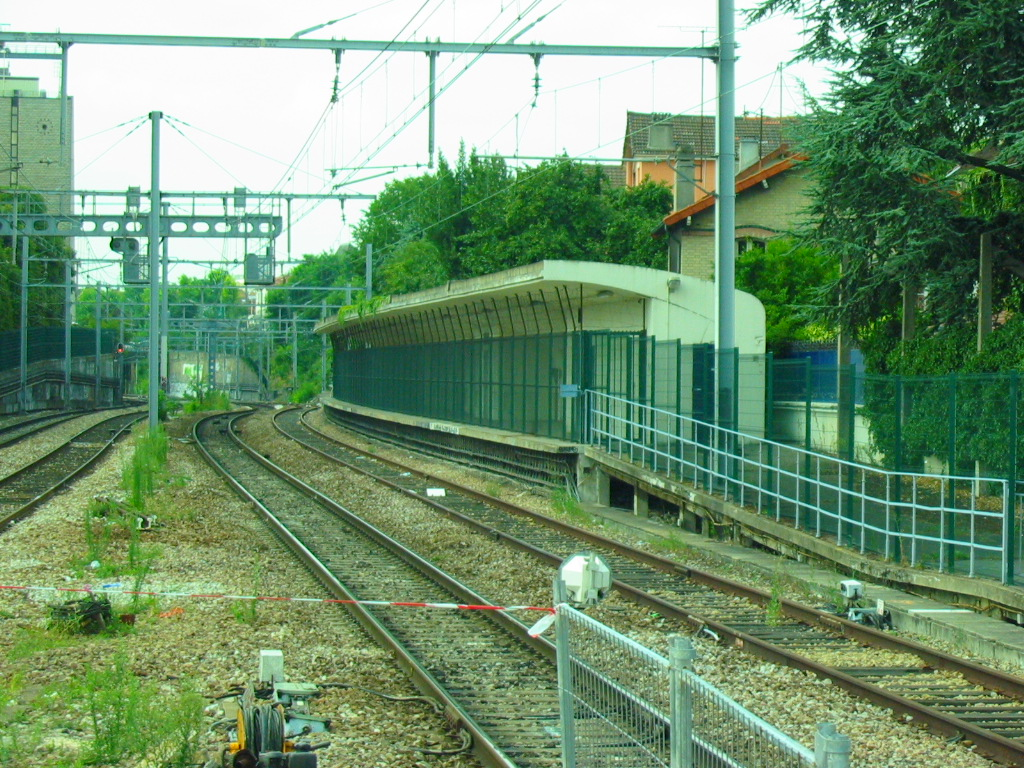
Het buiten gebruik gestelde perron van Laplace

## Vorig en volgend station
| Richting                                | Vorig station    | Lijn  | Volgend station | Richting                                             |
| --------------------------------------- | ---------------- | ----- | --------------- | ---------------------------------------------------- |
| Robinson B2 Saint-Rémy-lès-Chevreuse B4 | Arcueil - Cachan | RER B | Gentilly        | Aéroport Charles de Gaulle 2 TGV B3 Mitry - Claye B5 |